# Грибоеды
Грибоеды (лат. Mycetophagidae) — семейство насекомых отряда жесткокрылых.

## Описание
Длиной от 2 до 6 мм. Тело выпуклое, овальное, покрытое тонкими волосками. Бурого или чёрного окраса; надкрылья обычно имеют светлый рисунок.

## Распространение
Встречаются во всех зоогеографических областях. Наибольшее разнообразие отмечено в Голарктике, где обитает не менее 60 % представителей семейства. В Австралии и Новой Зеландии не отмечено эндемизма на родовом уровне, что указывает на недавнее происхождение семейства. По мнению Роя Кроусона они появились в мелу.

## Экология и местообитания
Жуки и их личинки обитают в гниющей древесине или грибах, где главным образом питаются мицелием.

## Классификация
В мировой фауне около 200 видов, разделённых на 18-19 родов В России около 50 видов.
- Подсемейство: Bergininae Leng, 1920
  - Род: Berginus Erichson, 1846
- Подсемейство: Esarcinae
  - Род: Esarcus
    - Подрод: Entoxylon
    - Подрод: Esarcus
- Подсемейство: Mycetophaginae Leach, 1815
  - Триба: Mycetophagini
    - Род: Eulagius
    - Род: Litargops
    - Род: Litargus
    - Род: Mycetophagus
    - Род: Pseudotriphyllus
    - Род: Triphyllus

  - Триба: Typhaeini
    - Род: Typhaea
    - Род: Typhaeola
- Incertae sedis
  -     - Род: Nesolathrus
    - Род: †Crowsonium